# Sestino
Sestino è un comune italiano di 1 189 abitanti della provincia di Arezzo in Toscana. È il comune più orientale della regione e, nell'ambito della provincia, quello più distante dal capoluogo (79 km). Fa parte della regione storico-geografica del Montefeltro.

## Geografia fisica
Geograficamente Sestino fa parte della valle del Foglia, appartenente per la quasi totalità alle Marche, ma nel 1520 il comune fu assegnato dal papa alle Repubblica di Firenze, per cui amministrativamente oggi fa parte della regione Toscana. Ai confini con le Marche e l'Emilia-Romagna, è posto sulle pendici dell'Appennino umbro-marchigiano, centro viario di collegamento tra le terre dell'Adriatico con la Valtiberina e di lì al Nord e al Sud dell'Italia.
Sito ad un'altitudine di 496 m s.l.m., è il comune più orientale della Toscana.

## Storia
Quando a Sestino giunsero i Romani il territorio era già da tempo abitato e frequentato da pastori, cacciatori, agricoltori appartenenti a vari popoli (Etruschi, Piceni, Umbri, Galli Senoni) come testimoniano ritrovamenti di punte e frecce e di resti capannicoli.
Nel I secolo a.C. i romani cominciarono la costruzione di una grande città (un municipium con il foro, la curia e le terme) in questo crocevia degli Appennini, dove convergevano strade per le Marche, la Toscana e la Romagna. La storia romana di Sestino e delle sue più rinomate famiglie (Voluseni e Cesii), si può ancor oggi ammirare nell'Antiquarium Nazionale.
Nel Medioevo passò sotto la diocesi di Città di Castello che comprendeva parte delle valli del Metauro, del Foglia e del Marecchia.
Appartenne ai Malatesta di Rimini (sec. XIV) e poi a Firenze per volere di papa Leone X (1520). 
Nel 1566 Cosimo I de' Medici iniziò la costruzione di una città fortezza sul Sasso di Simone per difendere i confini del granducato contro le mire espansionistiche dei duchi di Urbino.
Fino al 1779 la pieve di San Pancrazio di Sestino ha avuto una propria autonomia e l'arciprete esercitava una giurisdizione di tipo episcopale sulla chiese del territorio; nel 1779 l'arcipretura nullius dioecesis di Sestino venne soppressa e aggregata alla diocesi di Sansepolcro.

### Simboli
Lo stemma del Comune di Sestino si blasona:

## Monumenti e luoghi d'interesse
- Antiquarium nazionale di Sestino
- Chiesa di San Michele
- Chiesa di San Gianni in Vecchio
- Pieve di San Pancrazio
- Sasso di Simone
- Centro di Documentazione dell'Arte figurativa del Piviere Nullius di Sestino a Castello di San Donato
- Parco faunistico di Ranco Spinoso
- Riserva del sasso di Simone
- Rifugio Casa del Re
- Case Barboni

### Tradizioni popolari
L'ultimo fine settimana di giugno si festeggia la "Sagra della Bistecca Chianina" con rievocazioni storiche in abiti medioevali, palio tra le contrade dei comuni limitrofi, cantine, musica e intrattenimenti. Il centro del paese si trasforma in un grande banchetto a cielo aperto dove poter assaporare la genuinità dei sapori dei piatti tipici toscani.

## Società

### Evoluzione demografica
Abitanti censiti

### Etnie e minoranze straniere
Secondo i dati ISTAT al 31 dicembre 2009 la popolazione straniera residente era di 170 persone. Le nazionalità maggiormente rappresentate in base alla loro percentuale sul totale della popolazione residente erano:
- Macedonia del Nord 35 2,39%
- Marocco 31 2,12%
- Senegal 30 2,05%
- Romania 24 1,64%

## Amministrazione
Di seguito è presentata una tabella relativa alle amministrazioni che si sono succedute in questo comune.
| Periodo        | Periodo        | Primo cittadino       | Partito                        | Carica  | Note  |
| -------------- | -------------- | --------------------- | ------------------------------ | ------- | ----- |
| 17 giugno 1985 | 26 maggio 1990 | Ruggero Ruggeri       | Democrazia Cristiana           | Sindaco | [ 7 ] |
| 26 maggio 1990 | 24 aprile 1995 | Davide Fabbretti      | -                              | Sindaco | [ 7 ] |
| 24 aprile 1995 | 14 giugno 1999 | Sanzio Romano Santini | centro                         | Sindaco | [ 7 ] |
| 14 giugno 1999 | 14 giugno 2004 | Giancarlo Renzi       | lista civica                   | Sindaco | [ 7 ] |
| 14 giugno 2004 | 8 giugno 2009  | Giancarlo Renzi       | centro                         | Sindaco | [ 7 ] |
| 8 giugno 2009  | 26 maggio 2014 | Elbo Donati           | lista civica Idee in comune    | Sindaco | [ 7 ] |
| 26 maggio 2014 | 27 maggio 2019 | Marco Renzi           | lista civica Impegno comune    | Sindaco | [ 7 ] |
| 27 maggio 2019 | in carica      | Franco Dori           | lista civica Uniti per Sestino | Sindaco | [ 7 ] |

- Classificazione sismica: zona 2 (sismicità medio-alta), Ordinanza PCM 3274 del 20/03/2003
- Classificazione climatica: zona E, 2533 GR/G
- Diffusività atmosferica: media, Ibimet CNR 2002

## Sport

### Calcio
Nel 2011 la squadra di calcio, il Sestino, che militava in Terza Categoria si fuse al Belforte calcio di Belforte all'Isauro che invece giocava in Seconda Categoria formando il Real Altofoglia che ora gioca in Prima Categoria delle Marche.